# 柏林地鐵3號線
柏林地鐵3号線（德語：U-Bahn-Linie U3）是德國柏林市中心以南的一條地鐵路線。此線最早於1913年開始營運，至2004年之前經過了多次路線重新設計與站點修改，最後在2004年底新時刻表生效後，才規劃為當前的路線並運行至今。
1993年以前，3號線運行於維滕貝格廣場站與烏蘭德大街站之間。2008年至今，3號線在華沙大街站與克魯默湖站之間運行，經三角鐵路站，維滕貝格廣場站，包括已廢棄的施特拉勞爾門站。

## 外部連結
- 官方网站 （页面存档备份，存于）